# Arto
Arto es una localidad española perteneciente al municipio de Sabiñánigo, en la comarca del Alto Gállego, provincia de Huesca, Aragón.

## Topónimo
El nombre probablemente deriva de arto, uno de los nombres comunes que recibe el árbol también conocido como majuelo o espino albar, cuyo nombre científico es Crataegus monogyna.

## Demografía

### Localidad
Datos demográficos de la localidad de Arto desde 1900:
| 72                    | 68 | 68 | 57 | 24 | 49 | 63 | 36 | 24 | 19 | 14 | 18 | 12 |
| (Fuente: IAEST e INE) |    |    |    |    |    |    |    |    |    |    |    |    |

- Datos referidos a la población de derecho.

### Antiguo municipio
Datos demográficos del municipio de Arto desde 1842:
| 74            | -- | -- | -- | -- | -- | -- | -- | -- |
| (Fuente: INE) |    |    |    |    |    |    |    |    |

- Entre el censo de 1857 y el anterior, este municipio desaparece porque se integra en el municipio de Orna de Gállego.
- Datos referidos a la población de derecho, excepto en los censos de 1857 y 1860 que se refieren a la población de hecho.

## Monumentos
Iglesia de San Martín

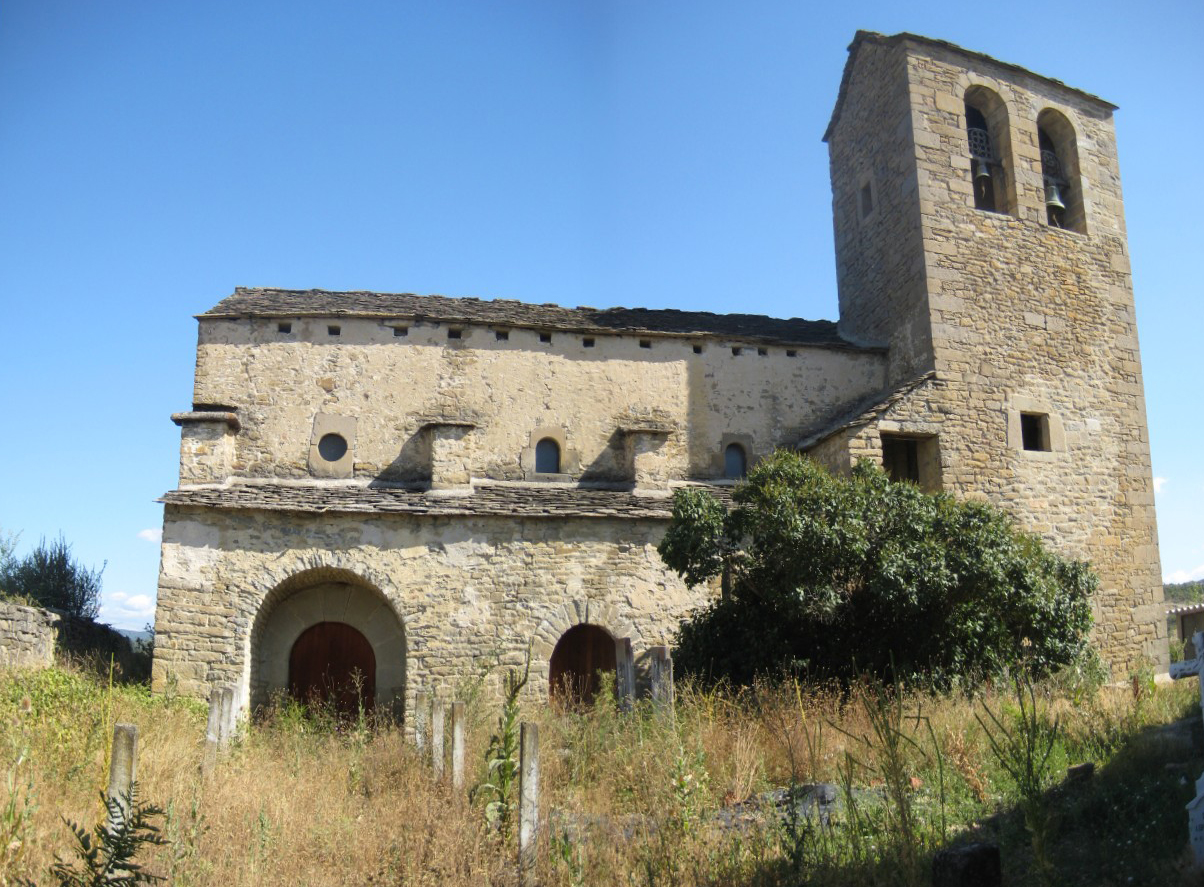
Iglesia de San Martín de Arto, joya de Serrablo

La iglesia de San Martín de Arto forma parte de las conocidas como "Iglesias de Serrablo". Estas iglesias fueron construidas entre los años 940 y 1100 y poseen todas ellas una serie de rasgos comunes fruto de la coexistencia del sustrato mozárabe hispano, las influencias carolingias y el románico, introducido en Aragón a principios del siglo XI.
La construcción original es del siglo XI, y fue ampliada en los siglos XVI al XVII, se construye la torre en el emplazamiento del ábside sur, demolido previamente. Se levantan, además, las capillas laterales y el pórtico entre los contrafuertes de la nave.
Conserva, asimismo, un retablo de principios del siglo XVI pintado por Francisco Baget.
Fue declarada, junto con las iglesias de Serrablo, Monumento Histórico-Artístico el 29 de septiembre de 1982. El Boletín Oficial de Aragón del día 20 de febrero de 2004 publica la Orden de 26 de enero de 2004, del Departamento de Educación, Cultura y Deporte, por la que se completa la declaración originaria de Bien de Interés Cultural de la denominada Iglesia de San Martín en Arto, término municipal de Sabiñánigo (Huesca), conforme a la Disposición Transitoria Primera de la Ley 3/1999, de 10 de marzo, de Patrimonio Cultural Aragonés.